# 슈퍼 소니코
슈퍼 소니코(Super Sonico, 일본어: すーぱーそに子)는 일본의 컴퓨터 및 비디오 게임 소프트웨어 회사인 니트로플러스를 위해 츠이 산타가 만든 가상의 캐릭터로, 2006년 니트로플러스가 후원하는 음악 축제의 마스코트로 처음 등장했다. 니트로플러스는 이후 이 캐릭터를 음악 제품, 만화 시리즈, 컴퓨터 및 비디오 게임, 장난감 인형 및 기타 상품을 포함하는 미디어 프랜차이즈로 발전시켰다. 2014년 1월부터 3월 사이에 일본에서 방영된 캐릭터를 기반으로 한 WHITE FOX의 애니메이션 TV 시리즈이다.